# Katharinenkloster Nürnberg

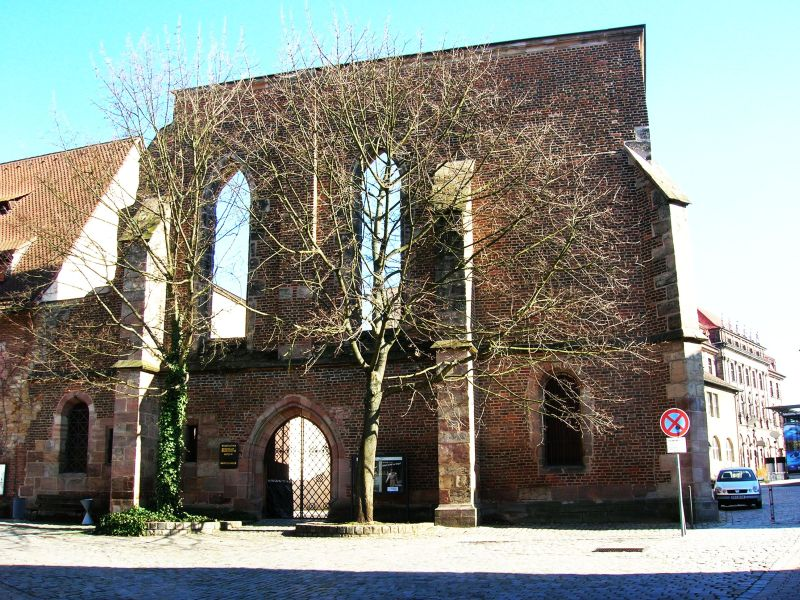
Katharinenruine, ehemalige Klosterkirche St. Katharina

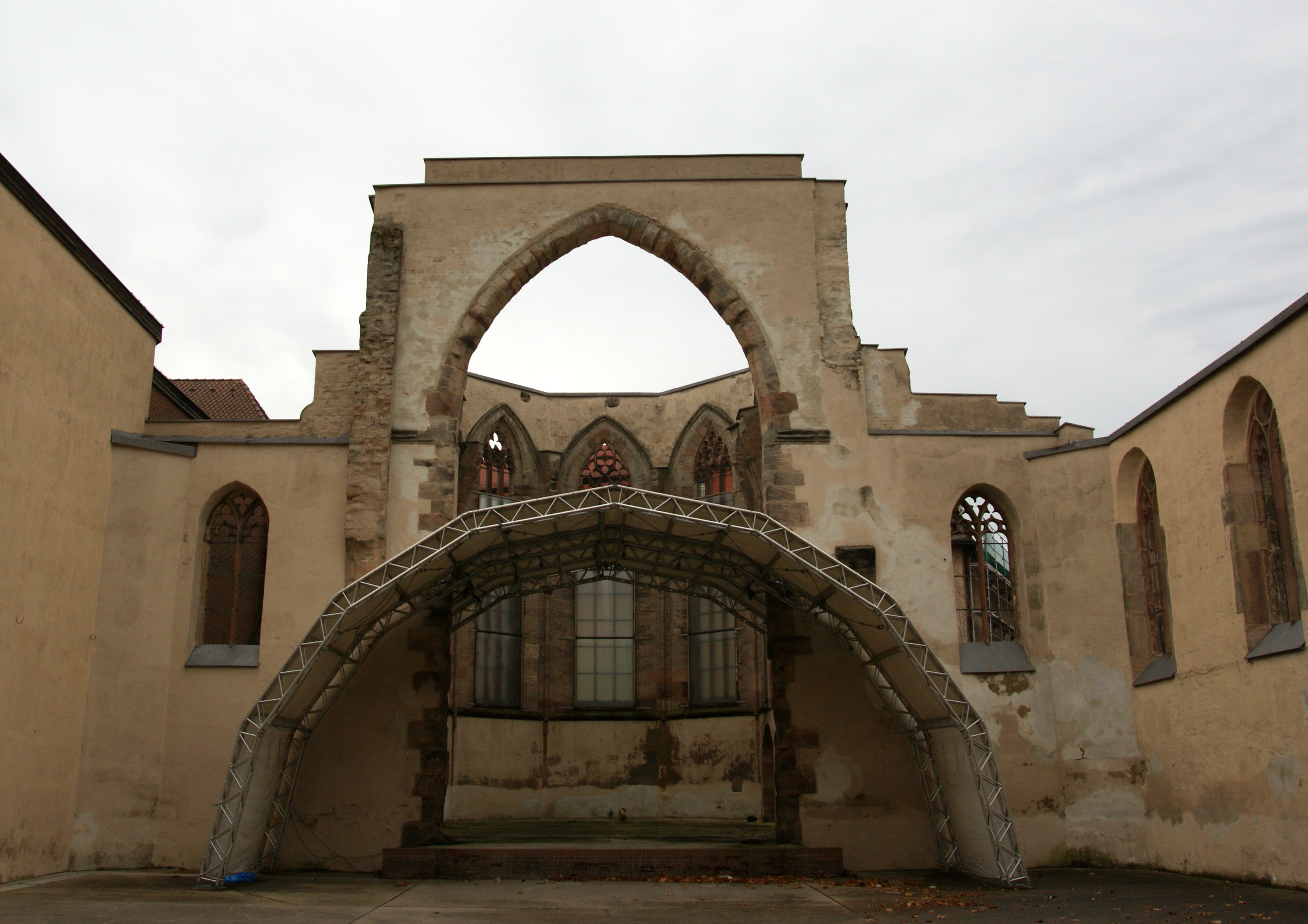
Innenansicht der Katharinenruine

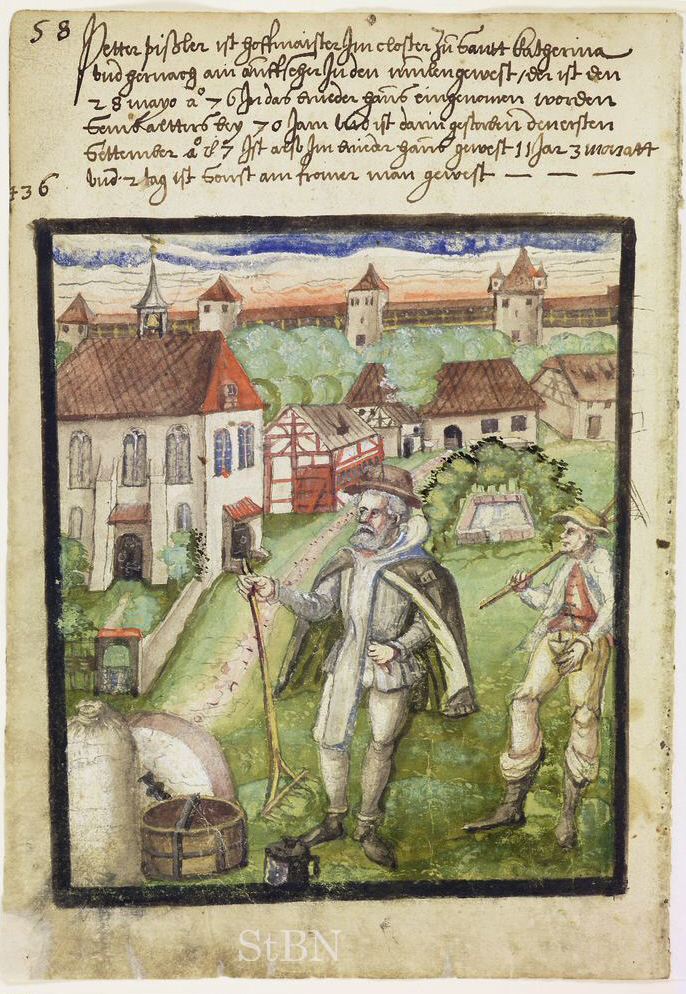
Das Klosterareal im Hausbuch der Mendelscheln Zwölfbrüderstiftung, 1587

Das Katharinenkloster Nürnberg ist ein durch seine mittelalterliche Bibliothek berühmtes ehemaliges Frauenkloster des Dominikanerordens in Nürnberg in Bayern in der Diözese Bamberg.

## Geschichte
Das Kloster wurde 1295 von Konrad von Neumarkt und seiner Ehefrau Adelheid aus dem Nürnberger Patriziergeschlecht der Pfinzing von Henfenfeld gestiftet. Die auch wegen baulicher Besonderheiten bemerkenswerte Klosterkirche wurde 1297 geweiht. Zu besonderer Bedeutung gelangte das Kloster im Zuge der kirchlichen Reformbestrebungen des frühen 15. Jahrhunderts, als es, nicht zuletzt auch auf Betreiben des Nürnberger Rats, 1428 vom Kloster Schönensteinbach aus reformiert wurde und die strenge Regelobservanz annahm. Von da an entwickelte sich ein blühendes geistliches und geistiges Leben, so dass dem Kloster bald eine führende Position unter den Dominikanerinnenklöstern der Provinz Teutonia zukam. So wurden vom Katharinenkloster aus auch zahlreiche andere Klöster reformiert. Nachdem sich jedoch die Reichsstadt Nürnberg der lutherischen Reformation angeschlossen hatte, war nach 1525 der Konvent trotz Widerstandsversuchen zum Aussterben verurteilt. Nach dem Tod der letzten Klosterangehörigen im Jahre 1596 wurde das Kloster aufgelöst. Bereits 1578 wurde die Verwaltung des Klosterbesitzes vom Katharinenamt Nürnberg übernommen.
Die Klostergebäude wurden von da an bis 1620 als Versammlungsraum für die Nürnberger Meistersinger verwendet, die dann bis 1778 in der Katharinenkirche beherbergt waren. 1699 zog die 1662 gegründete Akademie der Bildenden Künste in die Gebäude ein und hielt dort bis zum Ende der reichsstädtischen Zeit 1806 ihre Lehrveranstaltungen ab. Das ehemalige Kloster wurde so zu einem der bedeutendsten Orte der schulischen Kunstausbildung der Barockzeit in Deutschland.
Danach dienten die Räume wechselnden profanen und kulturellen Zwecken, unter anderem als politischer Versammlungsort während der Revolution von 1848 und als zeitweiliger Ausstellungsort der Reichskleinodien (1938/39) in der nationalsozialistischen Zeit. Nach der Zerstörung durch Luftangriffe 1945 wird die ehemalige Klosterkirche St. Katharina seit der Sicherung der Ruine 1970/71 wegen ihrer besonderen Akustik für Veranstaltungen wie Open-Air-Konzerte verwendet.
 So findet jährlich im Juli und August auch das St. Katharina Open Air, bei dem mehrere Wochen lang internationale und nationale Musiker auftreten, statt. Das Repertoire reicht beispielsweise von Blues über Rock ’n’ Roll bis hin zu Hip-Hop.

## Ehemalige Klosterbibliothek
Von bleibender Bedeutung ist das ehemalige Katharinenkloster durch seine Bibliothek. Aus verschiedensten Quellen zusammengetragen, unter anderem auch mit Hilfe des eigenen Skriptoriums, ist sie mit ihren ca. 500–600 nachweisbaren Bänden die größte dokumentierte deutschsprachige Klosterbibliothek des 15. Jahrhunderts. Durch die Angaben des erhaltenen damaligen Bibliothekskatalogs sowie durch zahlreiche weitere identifizierbare Codices kann diese Bibliothek als Grundlage für die Erforschung zahlreicher Aspekte speziell der Frömmigkeits- und Literaturgeschichte sowie insgesamt der allgemeinen Kultur- und Sozialgeschichte dienen. Ein Forschungsprojekt, um den dazu benötigten Quellenfundus bereitzustellen, besteht seit 2006 an der Friedrich-Alexander-Universität Erlangen-Nürnberg.

## Trivia
St. Katharina, zwischen 1620 und 1778 Treffpunkt der Meistersinger, ist, laut Regieanweisung Wagners, Schauplatz der ersten Szene in seiner Oper Die Meistersinger von Nürnberg.